# Iniciativa Democrática por Benalmádena
Iniciativa Democrática por Benalmádena (IDB) es un partido político español de ámbito local creado en Benalmádena (Provincia de Málaga) por el exmiembro del Partido Popular, Jesús Fortes. El eslogan del partido es "la alternativa en Benalmádena"-"your choice for Benlamádena".
En las elecciones para la actual legislatura (2007-2011) obtuvo dos concejales en el Ayuntamiento de Benalmádena. Su presidente ocupa la concejalía de urbanismo desde mayo de 2009 a raíz de la polémica moción de censura que arrebató la alcaldía al Partido Socialista y la alianza de su partido con el Partido Popular, el Grupo Independiente de Benalmádena y Movimiento por Benalmádena.